# Олдтаун (Ајдахо)
Олдтаун (енгл. Oldtown) град је у америчкој савезној држави Ајдахо.

## Демографија
По попису из 2010. године број становника је 184, што је 6 (-3,2%) становника мање него 2000. године.
| Група             | 2000.       | 2010.       |
| Белци             | 174 (91,6%) | 177 (96,2%) |
| Афроамериканци    | 0 (0,0%)    | 1 (0,5%)    |
| Азијати           | 0 (0,0%)    | 0 (0,0%)    |
| Хиспаноамериканци | 4 (2,1%)    | 5 (2,7%)    |
| Укупно            | 190         | 184         |